# Calle de la Correría (Vitoria)
La calle de la Correría es una vía pública de la ciudad española de Vitoria.

## Descripción
La calle, que se ha conocido con diversos títulos, aunque todos ellos con el mismo origen gremial, nace en la actualidad desde la plaza de la Virgen Blanca y discurre hasta el portal de Arriaga, a la altura de la calle de Santo Domingo. Tiene cruces con el pasaje de San Miguel, los cantones de San Roque, la Soledad, Anorbín, las Carnicerías y el Seminario Viejo, la plaza de la Burullería y la calle Chiquita. Aparece descrita en la Guía de Vitoria (1901) de José Colá y Goiti con las siguientes palabras:

Calle de la Correría.—Nombre primitivo. Se le dió este título en el reinado de Don Alfonso VIII de Castilla. Principia en la plaza de la Virgen Blanca, junto á la escalinata de la iglesia de San Miguel y termina en el nacimiento de la calle del Portal de Arriaga. Lindante con la casa número 106 está la Plaza de Abastos, edificada en 1885. Pescadería y Carnicería y Matadero: su construcción data de más de dos siglos.
(Colá y Goiti, 1901, p. 31)

Además de la antigua plaza de Abastos, han estado en la calle el matadero municipal, la Escuela Municipal de Música, la Academia de Economía Política, las imprentas de Elías Sarasqueta y de Pujol, una sociedad de nombre La Margarita, el Club Taurino, la Compañía de la Policía Nacional y la peña Los Álava. De la Correría, en la que nacieron el militar Luis Orgaz Yoldi y la actriz Gloria Guzmán, salieron también El Correo de Vitoria y La Libertad. Está, asimismo, sita en la vía la torre de los Hurtado de Anda.